# (3861) Lorenz
(3861) Lorenz es un asteroide perteneciente al cinturón de asteroides, descubierto el 30 de marzo de 1910 por Joseph Helffrich desde el Observatorio de Heidelberg-Königstuhl, Alemania.

## Designación y nombre
Designado provisionalmente como A910 FA. Fue nombrado Lorenz en honor al etólogo austríaco Konrad Lorenz.